# Guidan Amoumoune
Guidan Amoumoune este o comună rurală din departamentul Mayahi, regiunea Maradi, Niger, cu o populație de 60.461 de locuitori (2001).